# 西川政一
西川 政一（にしかわ まさいち、1899年9月5日 - 1986年6月4日）は、日本の経営者。日商岩井社長、会長を務めた。兵庫県氷上郡竹田村(現在の丹波市)出身。

## 経歴・人物
1924年に神戸高等商業学校（現神戸大学）を卒業し、同年に鈴木商店に入社した。1928年に高畑誠一、永井幸太郎に誘われて、日商の設立に加わり、1958年11月には社長に就任した。岩井産業との合併に尽力し、1968年に日商岩井初代社長に就任した。1969年11月から1972年6月までに会長を務めた。
バレーボール選手でもあり、日本のバレーボールの先達・多田徳雄に神戸高商時代にバレーボールの指導を受け、日本代表（全日本）にも選ばれた。その後多田らと関西排球協会を設立し、普及活動にも力を入れ、1948年5月から1977年3月までに日本バレーボール協会会長も務めた。
1970年に勲二等瑞宝章を受章。